# Шагибуа (гора)
Шагибуа (баш. Шәгәбыуа) — гора в России. Расположена в Ишимбайском районе Башкортостана в междуречье рек Ряузяк и Малый Ряузяк.

## Описание
Абсолютная высота — 574 м. Склоны пологие. Межгорной котловиной отделена от горы Бужур.
Сложена песчаниками, аргиллитами и конгломератами венда.
На горе Шагибуа берёт начало река Шага (приток Малого Раузяка).

## Топоним
Название горы связывают с названием речки Шага («Шәгә»). По одной из версий о происхождении этого названия «Шәгә» — антропоним. На кипчакском языке (жители нескольких окрестных деревень — потомки кипчаков, вытесненных из степей монголами и осевших среди башкир), на современном казахском языке «шеге» — железный гвоздь. Мальчикам давали это имя с пожеланием быть сильным, крепким. «Быуа» — пруд, запруда.